# Gisclareny
Gisclareny – gmina w Hiszpanii, w prowincji Barcelona, w Katalonii, o powierzchni 36,6 km². W 2011 roku gmina liczyła 31 mieszkańców.
Rolnictwo stanowi podstawę gospodarki Gisclarany, a zwłaszcza rolnictwa na terenach suchych i hodowli zwierząt.